# Marino Lemešić
Marino Lemešić (Sebenico, 3 marzo 1949) è un ex calciatore jugoslavo, di ruolo difensore.

## Carriera
Militò nell'Hajduk Spalato per 4 stagioni segnando 8 reti in 238 presenze totali, con i bili vinse un campionato jugoslavo. 
L'ultima partita con la squadra spalatina la giocò il 2 giugno 1971 contro la Stella Rossa, partita nella quale una lesione muscolare gli costò la carriera.

## Palmarès
- Campionato jugoslavo: 1

Hajduk Spalato: 1970-1971